# Castello di Laces
Il castello di Laces (in tedesco Burg Latsch) è un maniero medievale che si trova nel centro dell'omonimo paese in Alto Adige.

## Storia
Fu costruito probabilmente nel 1297 dal conte di Tirolo Mainardo II che lo diede in feudo a Otto di Laces che da qui amministrava la giustizia locale.
Nel 1313 la sede di giustizia fu spostata a Silandro e il castello passò a Enrico di Parcines. Alla sua morte, nel 1364, i tre figli si divisero l'eredità e il castello andò a Heinrich von Annenberg, che già possedeva il castel Annenberg.
Durante il XV secolo il castello fu ristrutturato con la costruzione, tra l'altro, di una cappella dedicata nel 1472 alla Vergine Maria.
Il maniero rimase nelle mani della famiglia von Annenberg fino alla sua estinzione nel 1695. In seguito passò ai conti di Hendl già proprietari di Castel Coldrano.
Nel 1770 scoppiò un furioso incendio che distrusse completamente il castello: non fu più ricostruito e le sue rovine furono concesse dall'imperatrice Maria Teresa d'Austria al conte di Mohr proprietario del castel Montani di Sopra e di Sotto. Nel 1813 venne addirittura utilizzato come cava per la nuova chiesa del paese.
Nel 1826 le rovine furono acquistate da Juliana von Martin che nel 1842 ne incominciò la ricostruzione, stravolgendone però l'impianto originale con nuovi edifici e il rimaneggiamento di quelli vecchi.
In seguito il castello passò al Dottor Franz von Braitenberg, la cui famiglia lo vendette nel 1950 agli Oberhofer attuali proprietari.
Tra il 2002 e il 2007 fu oggetto di un profondo restauro.

## Descrizione
A causa dei numerosi interventi nel corso del tempo, il nucleo originale del castello è ormai difficilmente riconoscibile. Si doveva trattare comunque di una casatorre merlata di cinque piani circondata da un fossato, cosa molto rara in val Venosta.
Oggi il mastio misura 21 metri di altezza e 8 metri di lato. L'entrata si trova al primo piano e resti murari fanno pensare che sul muro a nord si trovasse un gabinetto a sbalzo.
Sul portone di ingresso troneggia uno stemma degli Annenberg del XV secolo.
Essendo una dimora privata il castello non è visitabile.